# Монтеваго
Монтеваго, Монтеваґо (італ. Montevago, сиц. Muntivagu) — муніципалітет в Італії, у регіоні Сицилія,  провінція Агрідженто.
Монтеваго розташоване на відстані близько 470 км на південь від Рима, 60 км на південний захід від Палермо, 70 км на північний захід від Агрідженто.
Населення — 2982 особи (2014).
Щорічний фестиваль відбувається 8 серпня. Покровитель — San Domenico.

## Демографія
Населення за роками:

Станом на 1 січня 2023 року в муніципалітеті офіційно проживало 65 іноземців з 17 країн, серед них 18 громадян країн Євросоюзу та 9 громадян України.

## Сусідні муніципалітети
- Кастельветрано
- Менфі
- Партанна
- Салапарута
- Санта-Маргерита-ді-Беліче